# Ауди (команда Формулы-1)
Немецкий автопроизводитель Audi дебютирует в Формуле-1 в сезоне 2026 года. Команда Audi будет сформирована путём приобретения Sauber с двигателями, разработанными Audi Formula Racing GmbH. Адам Бейкер является генеральным директором Audi Formula Racing GmbH. Команда будет базироваться в Нойбурге, Германия.

## История

### Происхождение
После множества слухов о вступлении Audi и Porsche в Формулу-1, объявление Audi было сделано на Гран-при Бельгии 2022 года. В объявлении говорилось, что Audi будет производить собственный силовой агрегат в рамках следующего цикла регулирования, который будет вступит в силу в сезоне 2026 года. Audi купила значительную часть акций Sauber в сезоне 2023 года, а полное название команды будет введено в сезоне 2026 года.
Британская нефтегазовая компания BP присоединится к команде Audi в качестве топливного партнёра и поставщика, а Castrol станет партнёром и поставщиком смазочных материалов, причём оба бренда также окажут спонсорскую поддержку.

### Гонщики
Нико Хюлькенберг присоединится к команде Sauber в сезоне 2025 года по многолетнему контракту, по которому он будет выступать за Audi в сезоне 2026 года.
Нил Яни является гонщиком по работе на симуляторе команды.

## Разработка
В преддверии Гран-при Мехико 2022 года 26 октября 2022 года было объявлено, что команда будет выступать в Формуле-1 вместо Sauber. Кроме того, акционером станет Audi.
На презентации своего проекта в Мадриде компания Audi сообщила, что уже работает над двигателем, который будет использоваться к сезону 2026 года, хотя и настаивала, что ещё не решила, на каком шасси он будет. Двигатели до сезона 2026 года по новым правилам силовых агрегатов команде Sauber начнёт поставлять компания Ferrari.